# Азаров, Юрий Фёдорович
Азаров Юрий Фёдорович (род. 2 января 1947 года, Бобруйск, Белорусская ССР, СССР) — деятель советских правоохранительных и российских таможенных органов, генерал-полковник таможенной службы (2001).

## Деятельность до 1994 года
С 1965 года — токарь на Краснодарском инструментальном заводе. В 1966—1968 годах — старший пионервожатый школ № 10 и № 11 города Краснодара. В 1968—1972 годах — инструктор, секретарь одного из районных комитетов ВЛКСМ в Краснодаре.
Окончил Всесоюзный заочный юридический институт в 1971 году, Ростовскую высшую партийную школу в 1982 году. В 1972—1973 годах служил срочную службу в Советской армии. С 1973 года находился на комсомольской и партийной работе в Краснодаре.
С 1983 года — в органах Министерства внутренних дел СССР. С 1982 года — начальник политотдела, заместитель начальника УВД Краснодарского края. С 1988 года — заместитель начальника политического управления МВД СССР. В 1989 году полковник милиции Ю. Ф. Азаров возвращён из МВД на партийную работу, назначен секретарём Краснодарского краевого комитета КПСС. После прекращения деятельности КПСС в 1991 году назначен председателем комитета по законности и правопорядку Краснодарского краевого Совета народных депутатов.
В том же 1991 году ушёл в бизнес-структуры. С 1991 года — начальник юридического отдела Краснодарского «Крайкинообъединения», с 1992 года — генеральный директор авиакомпании «Пилот» (Краснодар).

## Деятельность в таможенных органах
С 1994 года — в органах Государственного таможенного комитета Российской Федерации (ГТК России), заместитель начальника Краснодарской таможни. В 1995—1998 годах — заместитель начальника (с исполнением обязанностей начальника инспекции по личному составу), затем начальник Управления кадров и учебных заведений Государственного таможенного комитета. С августа 1998 года — начальник Северо-Кавказского таможенного управления ГТК России.
С 7 сентября 1999 года — заместитель председателя Государственного таможенного комитета Российской Федерации. Но уже 15 октября 1999 года назначен статс-секретарём — заместителем председателя Государственного таможенного комитета Российской Федерации. Был освобождён от занимаемой должности по сокращению штата.
Однако уже 10 сентября 2004 года назначен заместителем руководителя Федеральной таможенной службы Российской Федерации (ФТС России), в которую был преобразован ГТК России. Также с декабря 2004 года был председателем Высшей аттестационной комиссии ФТС России. Неоднократно исполнял обязанности руководителей ГТК России и ФТС России. На руководящих постах в российской таможне отличался стремлением широко разъяснять изменения в таможенном законодательстве, много печатался в прессе и первым стал проводить интернет-конференции с ответами на вопросы граждан относительно деятельности таможенных органов и прохождения таможенных процедур. Руководитель подготовки новой редакции Таможенного кодекса, принятой в 2003 году.
Освобождён от должности заместителя руководителя ФТС России 12 мая 2006 года по своей личной просьбе. Уволен согласно приказу директора ФТС России с 31.07.2006.
Проживает в городе Москве. Был вице-президентом, а в настоящее время (2017 год) — Генеральный директор и член Президиума Правления Московской торгово-промышленной палаты. Также с 2006 года по настоящее время — заместитель председателя координационного совета по оптимизации движения внешнеторговых грузов при комитете Государственной Думы Российской Федерации по транспорту, заместитель председателя Торгово-промышленной палаты Российской Федерации.
Одновременно ведёт и преподавательскую работу, с 2013 года — доцент кафедры экономики культуры социально-гуманитарного факультета Московского государственного института культуры. Кандидат юридических наук (2006).
Председатель Правления региональной общественной организации «Кубанское землячество» с 2007 года. Известен как поэт. Издал сборники стихов «Крылья мои — Россия» (М.: «Палея», 2002), «Кольца жизни» (М.:Издательский Дом «Мир безопасности», 2011). Соавтор постатейных комментариев к Таможенному кодексу Российской Федерации (2003).

## Награды
- Орден Почёта (13.10.2003)[8]
- Орден «Знак Почёта» (1983)
- Медаль Жукова
- Медаль «В память 850-летия Москвы»
- Ведомственные медали
- Именное оружие
- Нагрудный знак «Отличник таможенной службы»

## Специальные звания
- Генерал-полковник таможенной службы (присвоено между 11 и 14 декабря 2001 года)[9].
- Генерал-лейтенант таможенной службы (16.12.1999)[10].
- Генерал-майор таможенной службы.